# Andrónico Calisto
Andrónico Calisto (en griego: Ανδρόνικος Κάλλιστος y en latín: Andronicus Callistus) fue uno de los más capaces eruditos griegos del siglo XV y primo del distinguido erudito Teodoro Gaza.

## Vida
Nacido en Salónica, trabajó como profesor en Roma, Bolonia, Florencia y París, aunque también viajó extensamente en el norte de Europa y, finalmente, murió en el Reino de Inglaterra en 1476.
Entre sus obras se encuentra una defensa de las posiciones de  Teodoro Gaza  contra las críticas de Miguel Apostolio (Andronicus Callistus Defensio Theodori Gazae adversus Michaelem Apostolium).